# Paul Landormy
Paul Charles René Landormy (Issy-les-Moulineaux, 3 gennaio 1869 – Parigi, 17 novembre 1943) è stato un musicologo francese.

## Biografia
Allievo di Alain al Lycée Michelet, è stato ammesso all'École normale supérieure nel 1888 e ha conseguito la laurea in filosofia nel 1892.
Ha imparato a cantare con il tenore italiano Giovanni Sbriglia e con il basso Pol Plançon.
Nel 1910 pubblicò Storia della Musica; si occupò soprattutto dei Romantici francesi del XIX secolo, collaborando con le riviste La Victoire e Le Temps.
Ha organizzato con Romain Rolland, una serie di conferenze sulla storia della musica all'École des Hautes Etudes Sociales nel 1902, dove ha creato un laboratorio di acustica che ha diretto per tre anni (1904-1907).
Importanti furono le sue monografie su Bizet, Gluck, Gounod, Schubert e Brahms.

## Opere principali
- Socrate, Parigi, Delaplane, 1901;
- Descartes, Parigi, Delaplane, 1902;
- Histoire de la musique, Parigi, Delaplane, 1910;
- Brahms, Parigi, Alcan, 1920;
- « Faust » de Gounod : étude historique et critique, analyse musicale, Parigi, Mellottée, 1922;
- Bizet, Parigi, Alcan, 1924;
- La vie de Schubert, Parigi, Gallimard, 1928;
- Albert Roussel (1869-1937), Parigi, 1937;
- Gluck, Parigi, Gallimard, 1941;
- Gounod, Parigi, Gallimard, 1942;
- La Musique française, Parigi, Gallimard, 1943-1944 (3 volumi : De la Marseillaise à la mort de Berlioz ; De Franck à Debussy ; Après Debussy).